# Hrabiowie Conflent
- 801-820 Bera, hr. Barcelony
- 820-837 Oliba I z Carcassonne
- 844-848 Sunifred I, hr. Barcelony
- 848-860 Oliba II z Carcassonne
- 860-870 Solomon, hr Cerdanya i Urgell

Dynastia z Barcelony
- 870-895 Miro I Starszy (syn Sunifreda I)
- 895-897 Wilfred I Włochaty (brat)
- 897-927 Miro II (syn)
- 927-968 Sunifred II (syn)
- 968-984 Miro III (brat)
- 968-988 Oliba III Cabreta (brat)
- 988-1035 Wilfred II (syn)
- 1035–1068 Wilhelm Rajmund (syn)
- 1068–1095 Wilhelm I (syn)
- 1095–1109 Wilhelm II Jordan (syn)
- 1109–1117 Bernard (brat)